# 3D Tetris
3D Tetris é um jogo eletrônico lançado para o console portátil Virtual Boy em 1996. Uma versão japonesa foi planejada para ser lançada, chamada "Polygo Block", mas sua produção foi cessada devido à falta de interesse no sistema do Virtual Boy por parte das desenvolvedoras de jogos eletrônicos. Este foi o último jogo lançado para o Virtual Boy.

## Jogabilidade
Esta versão do jogo Tetris usa um campo de jogo tridimensional, ao contrário do uso geral de duas dimensões em jogos do tipo. O jogador não só roda as peças horizonalmente, mas também verticalmente, resultando em uma peça possuir quatro possíveis direções para mover-se.

## Crítica
3D Tetris recebeu sobretudo avaliações negativas. Aaron Curtiss, escrevendo à Los Angeles Times, disse que 3D Tetris não acrescenta nada à experiência Tetris e fez os jogadores se sentirem "traídos". Ele criticou os esquemas de controle e classificou os efeitos 3D como supérfluos. Staff da Entertainment Weekly fez uma análise ainda mais dura, criticando o "esforço ocular" e comparando-o desfavoravelmente ao jogo Blockout. Um crítico da revista Next Generation detonou o jogo, afirmando que ele demonstra defeitos inerentes do Virtual Boy e que todos os diferentes modos de jogo são retrabalhos pobres do conceito Tetris, perdendo a "simples elegância" da série e sendo prejudicada pela perspectiva 3D. Um crítico da revista VideoGames também achou que o jogo era menos apelativo que Tetris devido ao 3D, embora pensasse que essa perspectiva tinha valor e foi bem executada. "Larry Scarry" da GamePro achou os gráficos e efeitos sonoros inclassificáveis e os controles frustrantes, apesar de achar o jogo ainda era viciante. Staff da Game Informer considerou que a ideia de um Tetris 3D teria potencial, mas não foi bem executada, criticando seu ritmo lento.  Um escritor da Nintendo Power considerou as configurações de controle amigáveis e "fáceis de dominar."
Numa análise retrospectiva, Jaz Rignall da USgamer  foi severamente crítico, comparando a experiência a um ser atacado por spray de pimenta.  Brett Elston da GamesRadar+ definiu os gráficos de 3D Tetris como atraentes e, como resultado, considerou difícil perceber o que estava acontecendo. Ecoando a revista Entertainment Weekly, o escritor Jeremy Parish definiu 3D Tetris como inferior ao game Blockout; criticou seus gráficos e jogabilidade por falhar em encontrar um meio termo entre muito complexo e muito lento. Mark Long, CEO da Zombie Studios, preferiu 3D Tetris ao Tetris do Game Boy, considerando-o o melhor jogo no Virtual Boy. Dave Frear da Nintendo Life achou chato começar da dificuldade de nível 1, e afirmou que começar de uma dificuldade mais elevada deixa o jogo muito mais divertido.